# Síndrome del músculo temporal
El síndrome del músculo temporal (SMT) es el atrapamiento del músculo temporal dentro del orificio cigomático al realizar la mandíbula determinados movimientos o posiciones protrusivas al masticar, hablar, hacer deporte, etcétera, y en general toda postura que conlleve una flexión del cuello como leer o trabajar en el ordenador. Se caracteriza por dolor espontáneo o a la palpación en la zona del pómulo, en la apófisis coronoides mandibular, pérdida de la estabilidad, mareos, vértigos y cefaleas de tipo tensional. El dolor puede irradiarse hacia la ATM (articulación temporomandibular), oído, ojo, sien, nuca, etc. Puede ser unilateral o bilateral. Algunos pacientes refieren en la anamnesis que les duele alrededor de los pómulos.
Fue comunicado por primera vez por José Larena-Avellaneda, en 2010.

## Clasificación etiológica
Compromiso articular temporomandibular (CAT):
A. Dinámica.
- 1. CAT por impacto.
- 2. CAT por atrapamiento en el agujero cigomático: síndrome del músculo temporal (SMT):
  - a. Extraarticular: en la apertura, lateralidades, protrusivas por hiperplasia de la apófisis coronoides uni o bilateral, por disminución del orificio cigomático.
  - b. Intraarticular: en la subluxación uni o bilateral de la ATM.

B. Estática. Postural. Hábitos de presión
- 1. Pasivos:
  - a. Tendido: sobre el lado que se duerme o descansa (cama, sofá tv, lectura, etc.), pillowing.
  - b. Sentado: apoyo de la cabeza sobre una mano (estudio, ordenador, asiento de viaje, etc.).
- 2. Activos:
  - a. Al realizar cualquier tipo de actividad física que necesite la protrusión (deporte, fonación, etc.).
  - b. Al realizar cualquier tipo de actividad física que conlleve mantener la flexión del cuello (uso de ordenador, lectura, costura, etc.).[5]

## Cuadro clínico
- Cefalea de tipo tensional
- Pérdida de la estabilidad
- Mareos o vértigos
- Dolor puede irradiarse hacia la ATM, oído, ojo, sien, nuca.[6]

## Diagnóstico
- Palpación extrabucal e intrabucal
- Valorar la inestabilidad a través del test de Romberg
- Inyectar anestesia en la zona del dolor dentro del orificio cigomático y comprobar que en segundos le desaparece el dolor a distancia y el test de Romberg se vuelve negativo.
- Analizar si el paciente tiene una doble oclusión ya que significa que tiene aumentada su dimensión vertical en la máxima intercuspidación, CAT en cierre, y además protruida la mandíbula, posición que se suma para producir el atrapamiento, en el orificio cigomático.[cita requerida]

## Tratamiento
- Equilibrar oclusión para restablecer dimensión vertical normal, eliminar la doble oclusión y anular la protrusión.
- Explicar al paciente que movimientos mandibulares debe evitar.
- Equilibrador invertido para anular la posibilidad de protruir la mandíbula de una manera involuntaria al hablar, trabajar, hacer esfuerzos, etc.
- Resección quirúrgica de las apófisis coronoides en los casos de una marcada hipertrofia de las apófisis.[cita requerida]